# Nuôi nhốt động vật

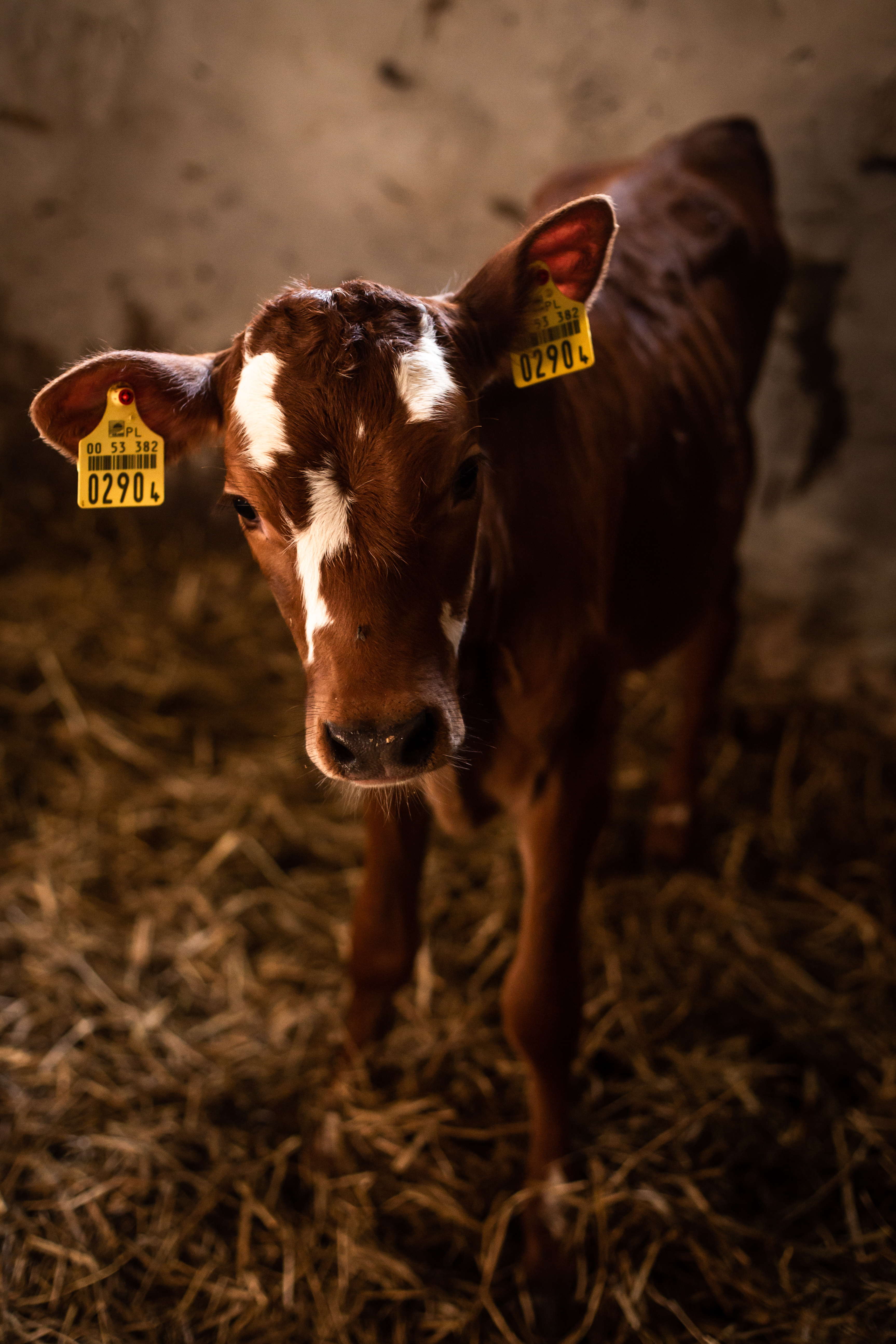
Một con bê đang được nuôi nhốt

Nuôi nhốt động vật hay gây nuôi động vật, chăm sóc động vật là thuật ngữ chỉ khái quát nhất để mô tả việc nuôi giữ hoặc gây nuôi các động vật được thuần hóa (thông qua hoạt động chăn nuôi và vật nuôi) hoặc động vật hoang dã (hoặc có nguồn gốc hoang dã) được giam cầm, nhốt giữ, chăm nuôi. Những động vật sống dưới sự chăm sóc của con người thường được coi là động vật trong điều kiện nuôi nhốt. Động vật được giam giữ, giam cầm trong điều kiện nuôi nhốt con người và dưới sự chăm sóc của con người do đó có thể được phân biệt giữa ba loại chính theo các động cơ, mục tiêu và điều kiện.
Những địa điểm nuôi nhốt động vật bao gồm các trang trại, gia trại, trại nuôi, trại gây giống (trại giống, trại nhân giống), nhà riêng, hộ gia đình, vườn thú, công viên động vật, bộ sưu tập thú vật (Menagerie), vườn động vật sinh thái dã ngoại (Safari), trung tâm triễn lãm thiên nhiên (Nature center) và ở các phòng thí nghiệm, trung tâm nhân giống, khảo nghiệm giống, các trung tâm cứu hộ động vật, trang trại nuôi nhốt động vật hoang dã (Wildlife farming).

## Thuần hóa

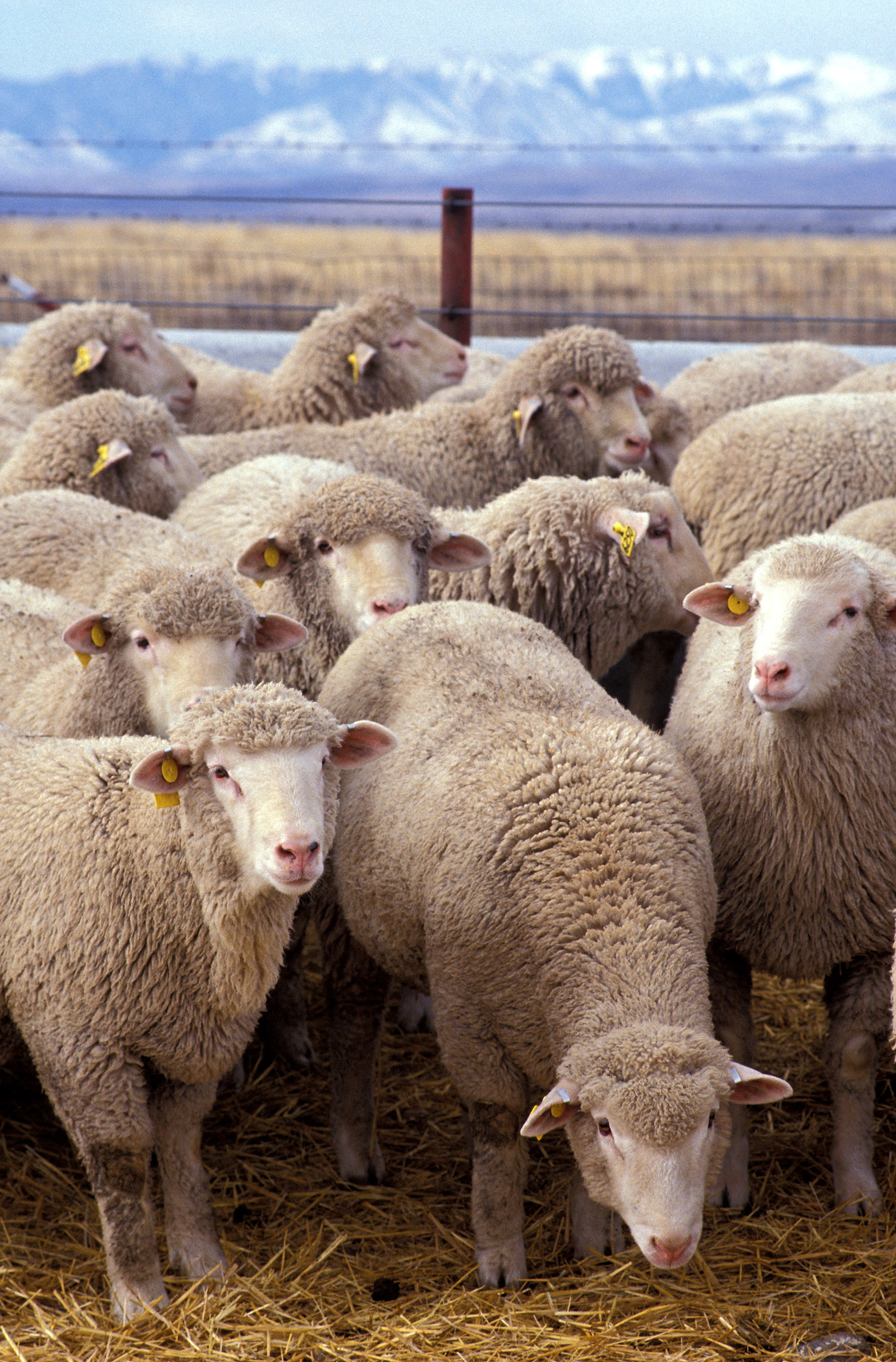
Chăn nuôi động vật

Việc thuần của động vật là trường hợp được tài liệu cổ xưa nhất của việc giữ động vật nuôi nhốt. Quá trình này cuối cùng dẫn đến sự quen thuộc (mến người) của các loài động vật hoang dã để tồn tại trong cộng đồng con người để phục vụ cho những mục đích nhất định của con người. Những loài thuần là những người có hành vi, chu kỳ cuộc sống, hoặc sinh lý đã bị thay đổi do điều kiện chăn nuôi và sinh hoạt dưới sự kiểm soát của con người đối với nhiều thế hệ. 

## Hoang dã

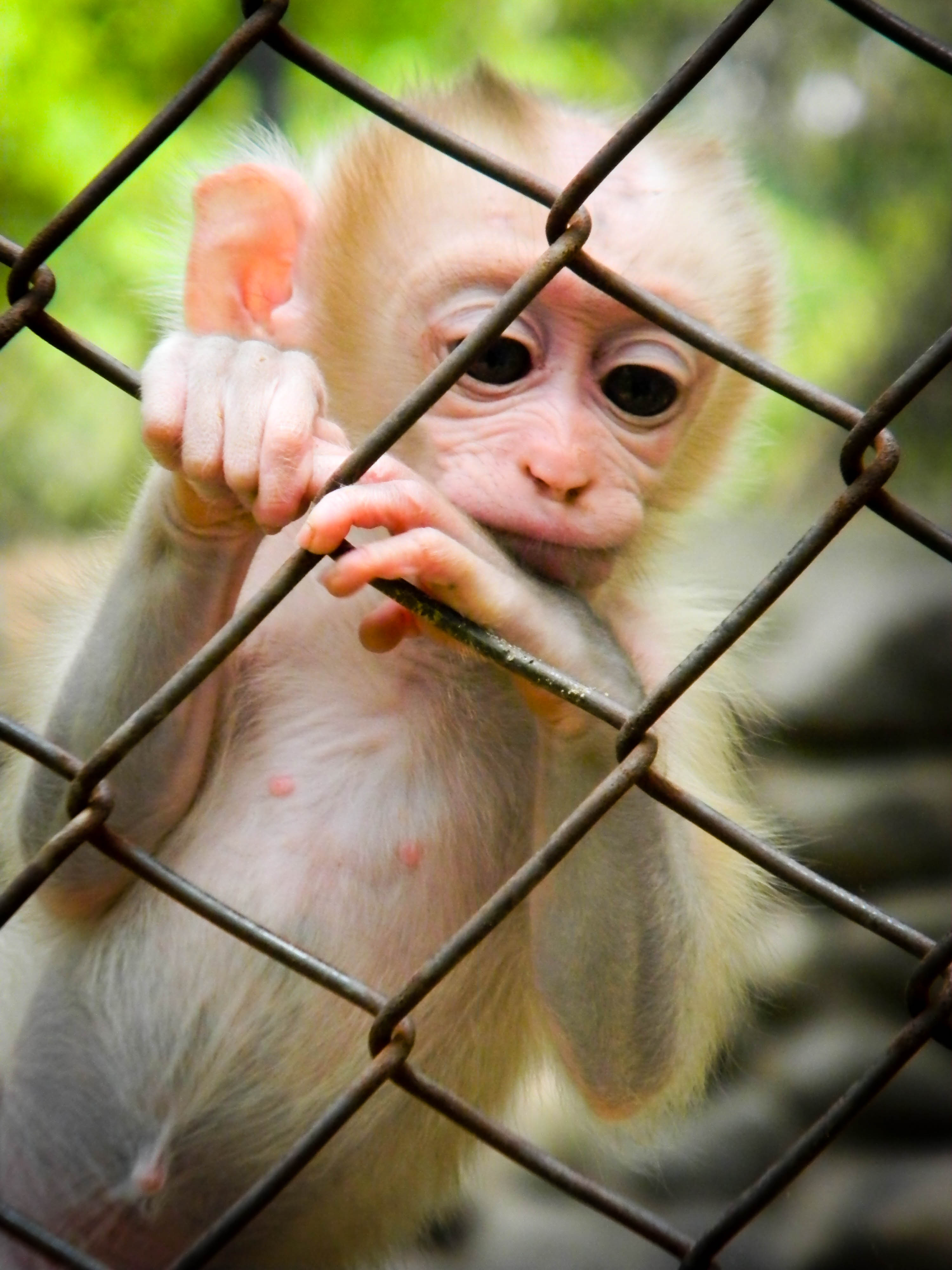
Một con khỉ con bị nhốt trong lồng

Ở Việt Nam, tuy đã tham gia Công ước về thương mại quốc tế các loài động, thực vật hoang dã nguy cấp (CITES) nhưng việc bảo vệ động vật hoang dã hiện đang gặp khó khăn bởi mâu thuẫn từ chính sách pháp lý cho đến thực tế. Một báo cáo từ năm 2011 cho biết, quốc gia này có hơn 10.000 cơ sở nuôi động vật hoang dã đã đăng ký với cơ quan chức năng ở 63 tỉnh thành trên cả nước. Có 3 triệu động vật hoang dã thuộc 70 loài đang được nuôi, trong đó có bốn loài chính là trăn, cá sấu, khỉ đuôi dài và rắn các loại. Đồng bằng sông Cửu Long và Đông Nam bộ là hai khu vực nuôi động vật hoang dã lớn nhất (chiếm 70%), tiếp theo là đồng bằng sông Hồng (20%).
Một số khu vực có thể kể đến là Vườn thú thuộc khu du lịch sinh thái Mường Thanh vừa nuôi, vừa gây nuôi các loài thú quý hiếm, trong đó có các loài thú dữ, với hình thức nuôi bảo tồn bán hoang dã, ngoài ra còn các nơi nuôi nhốt động vật hoang dã nổi tiếng khác là Thảo Cầm Viên Sài Gòn, Đầm Sen, Suối Tiên, vườn thú Đại Nam, Vinpearl Phú Quốc, Safari Củ Chi...
Hầu hết các trại nuôi động vật hoang dã tại Việt Nam hiện nay đều vì mục đích thu lợi nhuận, ở nhiều địa phương, tình trạng nuôi nhốt động vật hoang dã vì mục đích kinh doanh vẫn còn. Điển hình như nuôi gấu lấy mật phục vụ khách du lịch ở Hạ Long, tỉnh Quảng Ninh. Hay như nuôi nhốt gấu ở xã Phụng Thượng, huyện Phúc Thọ, Hà Nội. Chính các cán bộ kiểm lâm cũng không phân biệt được cá thể hợp pháp và bất hợp pháp, và việc cho phép gây nuôi các loài nguy cấp, quý hiếm nói chung và loài hổ nói riêng đã vô tình tạo nên một thị trường hợp pháp song song với thị trường bất hợp pháp, tạo cơ hội cho các đối tượng săn bắt hổ từ tự nhiên và hợp pháp hóa trong trang trại, thúc đẩy các hoạt động săn bắt bất hợp pháp. Nhìn chung, việc quản lý còn bị bỏ ngỏ.
Việc làm này ẩn chứa nhiều nguy cơ cho môi trường và con người. Người nuôi vì lợi nhuận sẽ nhân nuôi càng nhiều càng tốt, không đảm bảo môi trường hoang dã hoặc làm mất hành vi hoang dã của động vật. Cũng vì lợi nhuận, các chủ trại sẽ chỉ tập trung chọn lọc, lưu giữ những đặc tính có lợi của vật nuôi như cá sấu có da đẹp, hươu có sừng to. Gây nuôi vì mục đích thương mại có thể đe dọa hoạt động bảo tồn. Bên cạnh việc gây hại cho bản thân loài hoang dã, nhân nuôi mục đích thương mại còn ẩn chứa nguy cơ dịch bệnh, các trang trại động vật hoang dã là môi trường lý tưởng để xuất hiện các bệnh truyền từ động vật sang người.
Ngoài ra, Việc không kiểm soát tiêu chuẩn chuồng trại và điều kiện gây nuôi, an toàn kỹ thuật đã dẫn đến nhiều trường hợp người dân gặp nguy hiểm khi tiếp cận các khu vực nuôi nhốt động vật nguy cấp, quý hiếm, còn có hiện tượng động vật tấn công con người, nếu quản lý không tốt sẽ xảy ra tình trạng buôn bán động vật hoang dã trái phép, đặc biệt có thể gây nguy hiểm tới tính mạng con người.
Việc khuyến khích nuôi một loài hoang dã có thể làm tăng lượng săn bắt loài đó từ tự nhiên để làm con giống. Một khảo sát năm 2008 cho thấy 42% các trại vẫn lấy con giống từ tự nhiên, 20% trang trại nuôi nhím tại tỉnh Sơn La vẫn mua nhím tự nhiên, các trang trại chưa tạo điều kiện sinh sản khi nuôi hổ, gấu và những loài động vật quý hiếm khác, chủ yếu là mua gom những cá thể bị săn bắn trái phép từ tự nhiên về nuôi. Có một thực trạng đang xảy ra, nhiều hộ dân sống ở miền núi rẻo cao huyện Hướng Hóa, Đakrông (Quảng Trị) đã và đang nuôi nhốt động vật hoang dã trái phép trong những chiếc lồng, cũi sắt để làm cảnh, làm mất sự tự do của các loài động vật và phá vỡ sự cân bằng của môi trường tự nhiên.
Hiện nay Chính phủ vẫn cho phép một số trang trại tư nhân nuôi nhốt hổ. Ban đầu, việc gây nuôi hổ ở các trang trại này là bất hợp pháp do hổ bị săn bắn trái phép từ tự nhiên. Tuy nhiên, thay vì xử phạt và tịch thu hổ ngay khi bị phát hiện, Nhà nước cho phép các chủ trang trại tiếp tục nuôi giữ các cá thể này với cam kết không tiến hành các hoạt động kinh doanh thương mại và sẵn sàng chuyển giao lại hổ cho Nhà nước vì mục đích bảo tồn khi có yêu cầu. Tuy nhiên, do công tác kiểm soát trại nuôi chưa hiệu quả nên để xảy ra nhiều vi phạm ở chính các trang trại này, còn tình trạng những trường hợp nuôi nhốt lợi dụng mua động vật hoang dã không có nguồn gốc hợp pháp đưa vào nhập đàn.
Năm 2002, ở Việt Nam khi chính phủ tuyên bố không cấp phép cho các trang trại nuôi gấu và buôn bán mật gấu. Nhưng 15 năm sau, có tới 1.200 con gấu vẫn tiếp tục sống với chủ cũ, phần lớn trong điều kiện kinh khủng với những chiếc lồng chỉ to hơn cơ thể chúng một chút, bệnh tật lây lan, thiếu thức ăn và nước uống. Tất nhiên, mật gấu vẫn tiếp tục được thu hoạch một cách phi pháp. Tổ chức Động vật Châu Á (Animals Asia) duy trì một trung tâm cứu hộ gấu gần Hà Nội, nơi sinh sống của 160 con gấu được cứu hộ từ các trang trại nuôi nhốt. Thế nhưng trung tâm này chỉ được phép nuôi 200 con gấu. Kể cả khi con số này được gia tăng, Animals Asia cũng không thể đủ nguồn lực và không gian để có thể giúp những con gấu còn lại tại Việt Nam.

## Hình ảnh

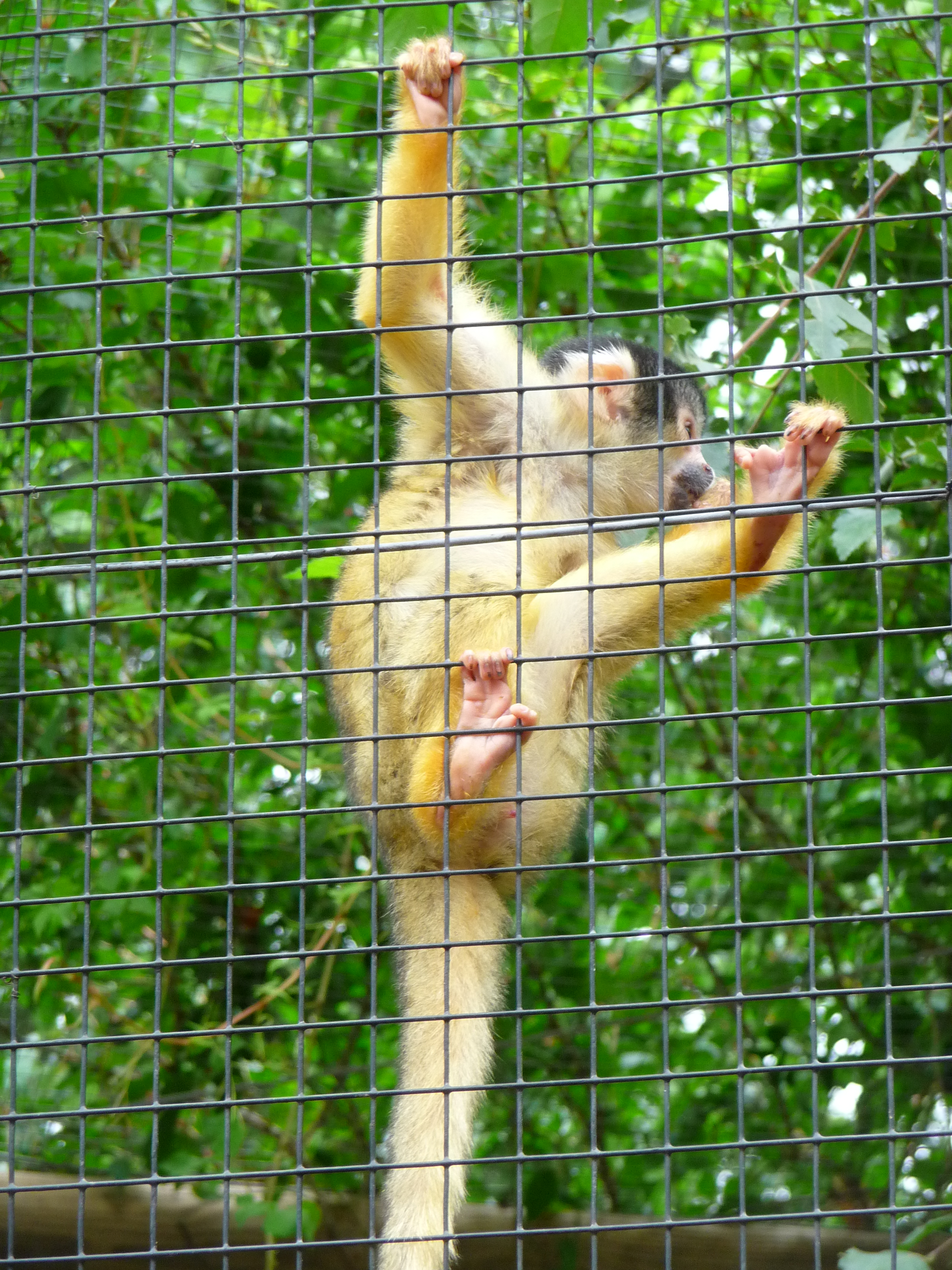
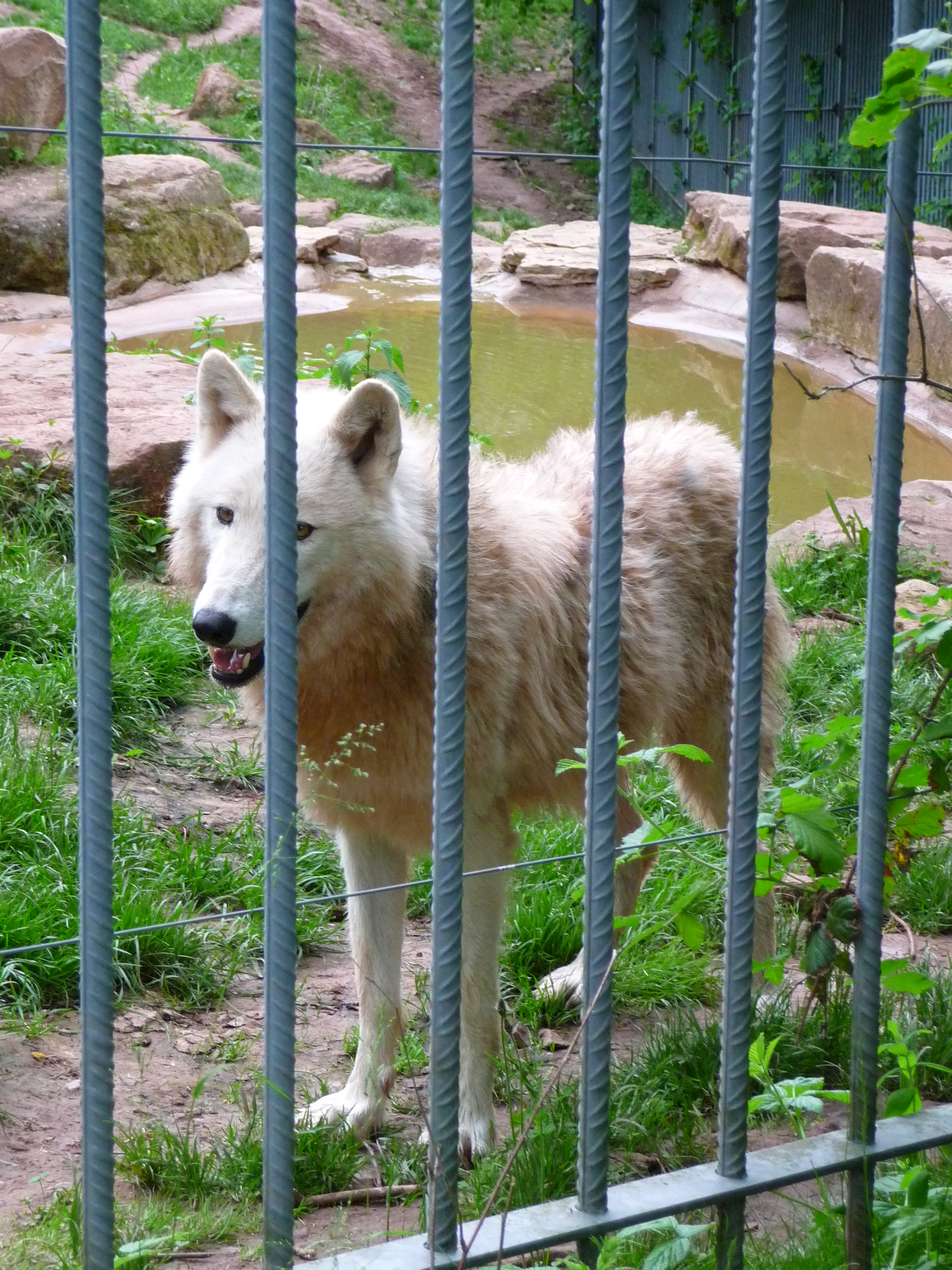
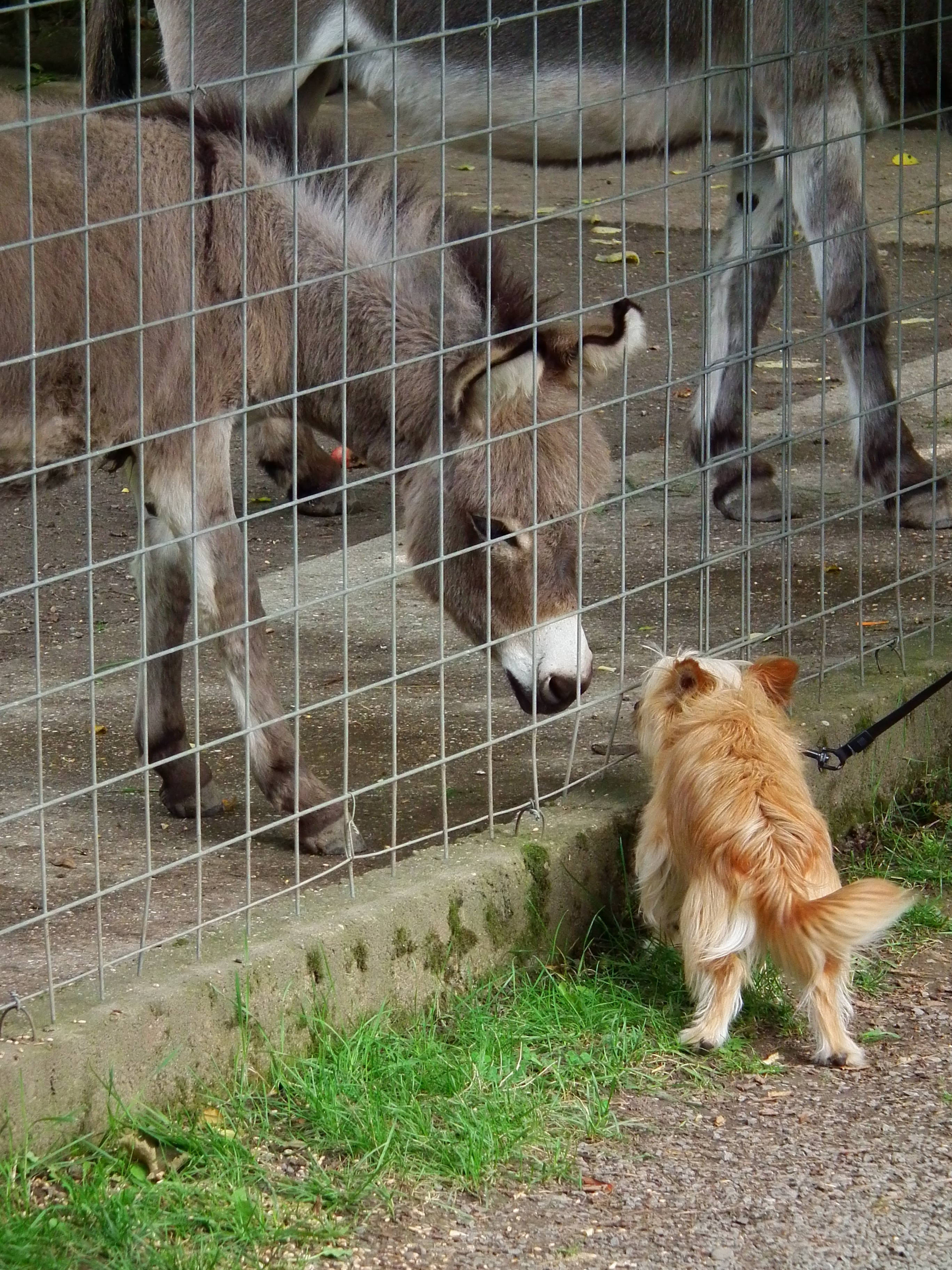
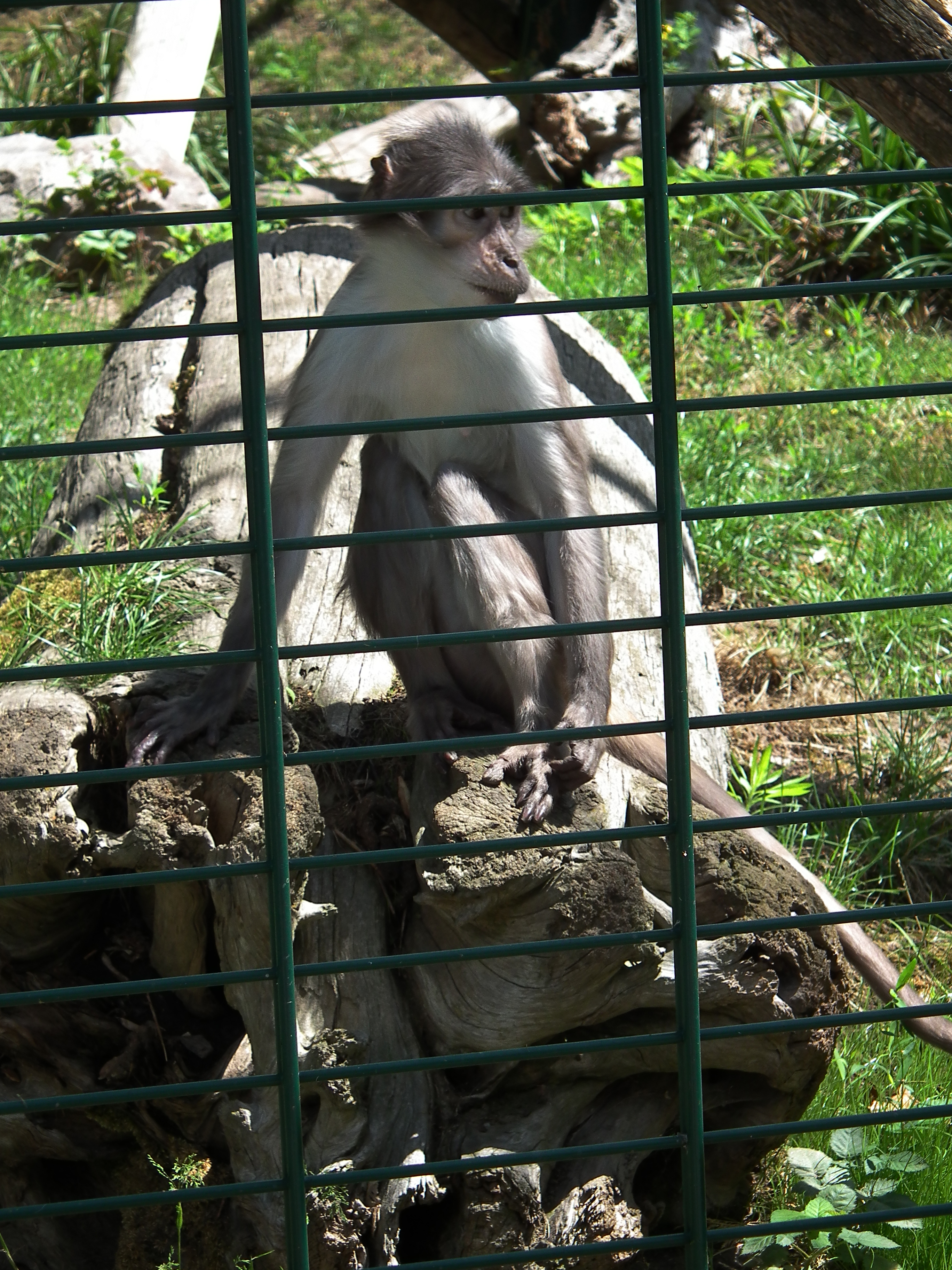
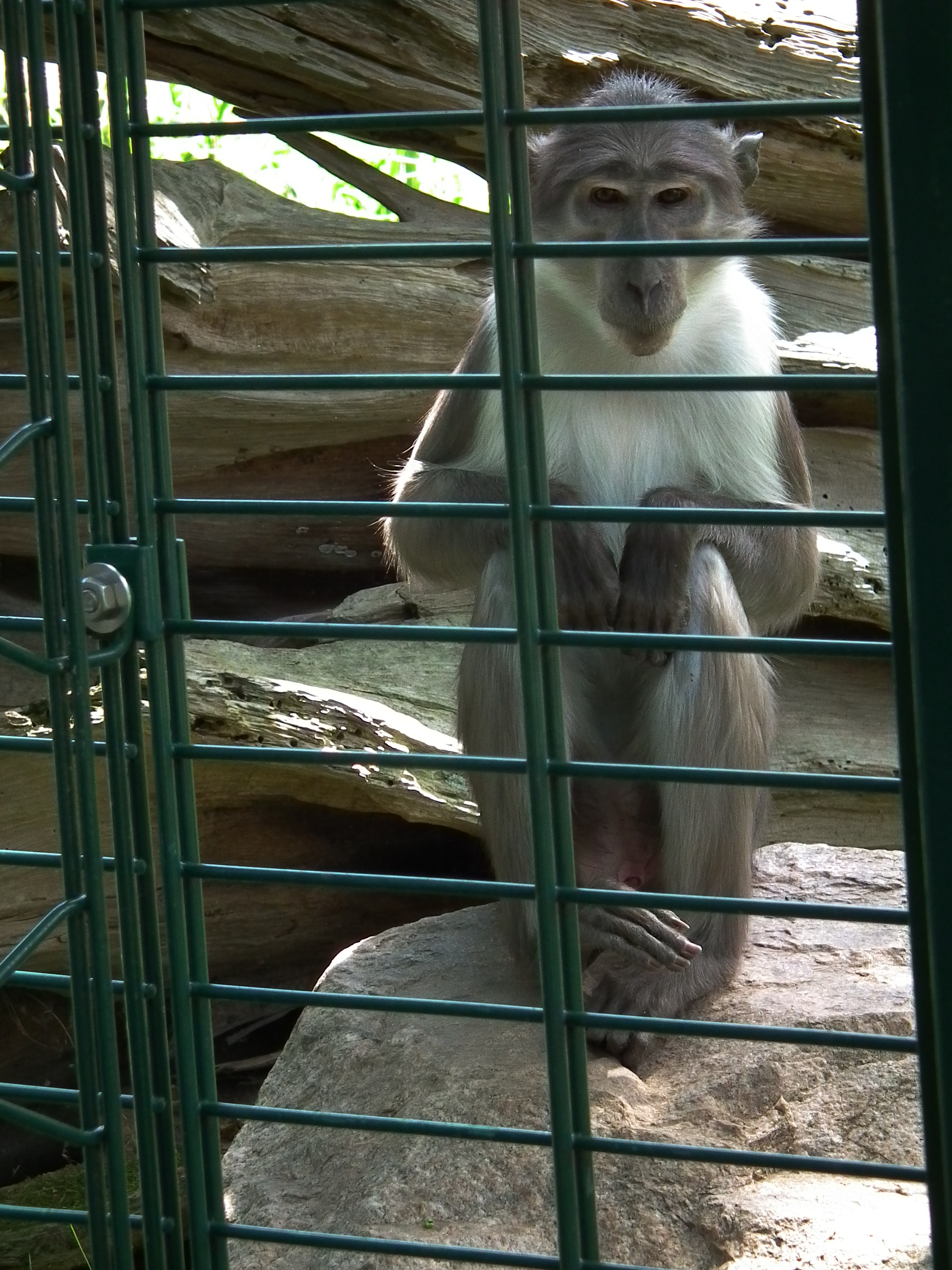
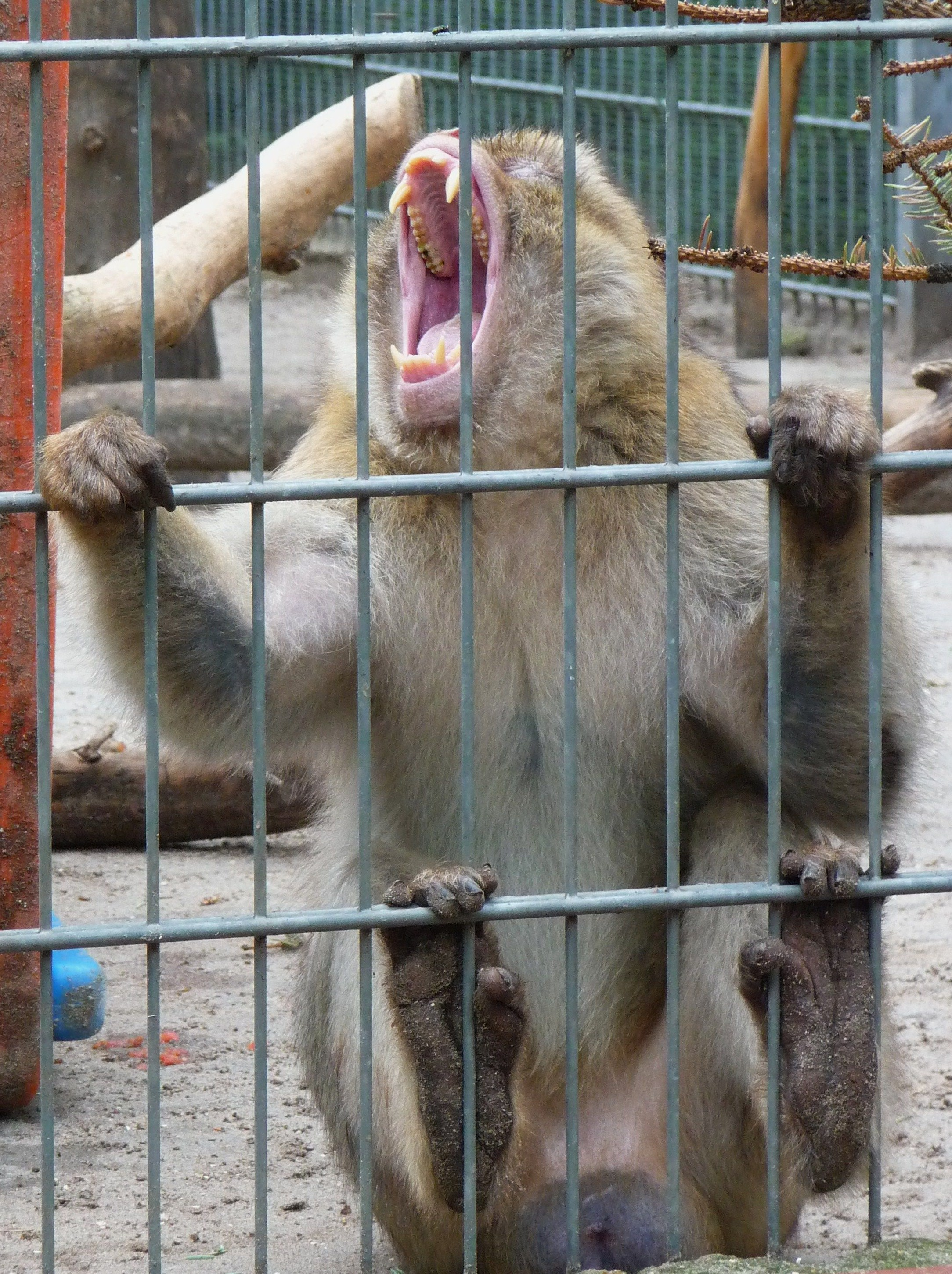
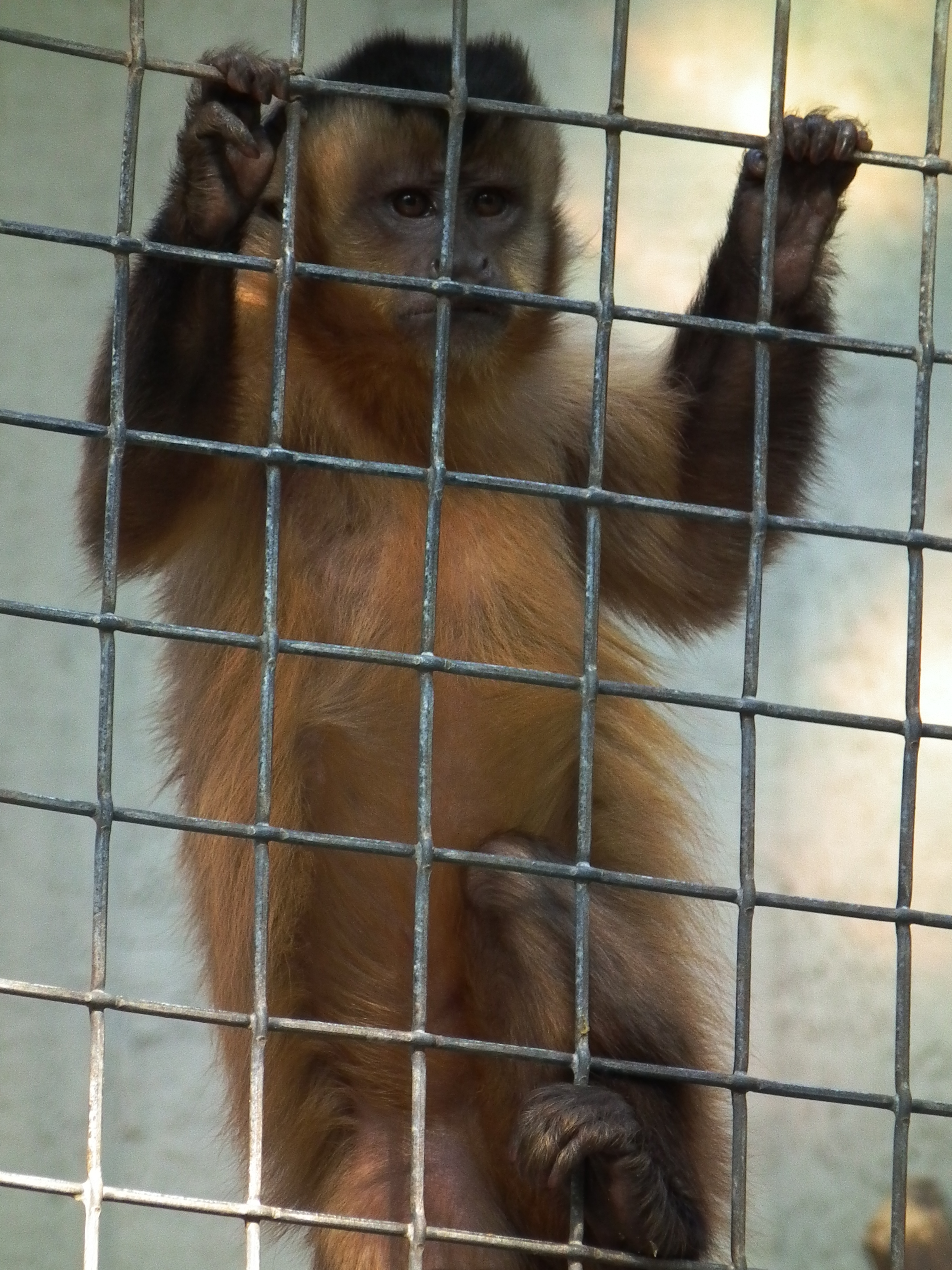
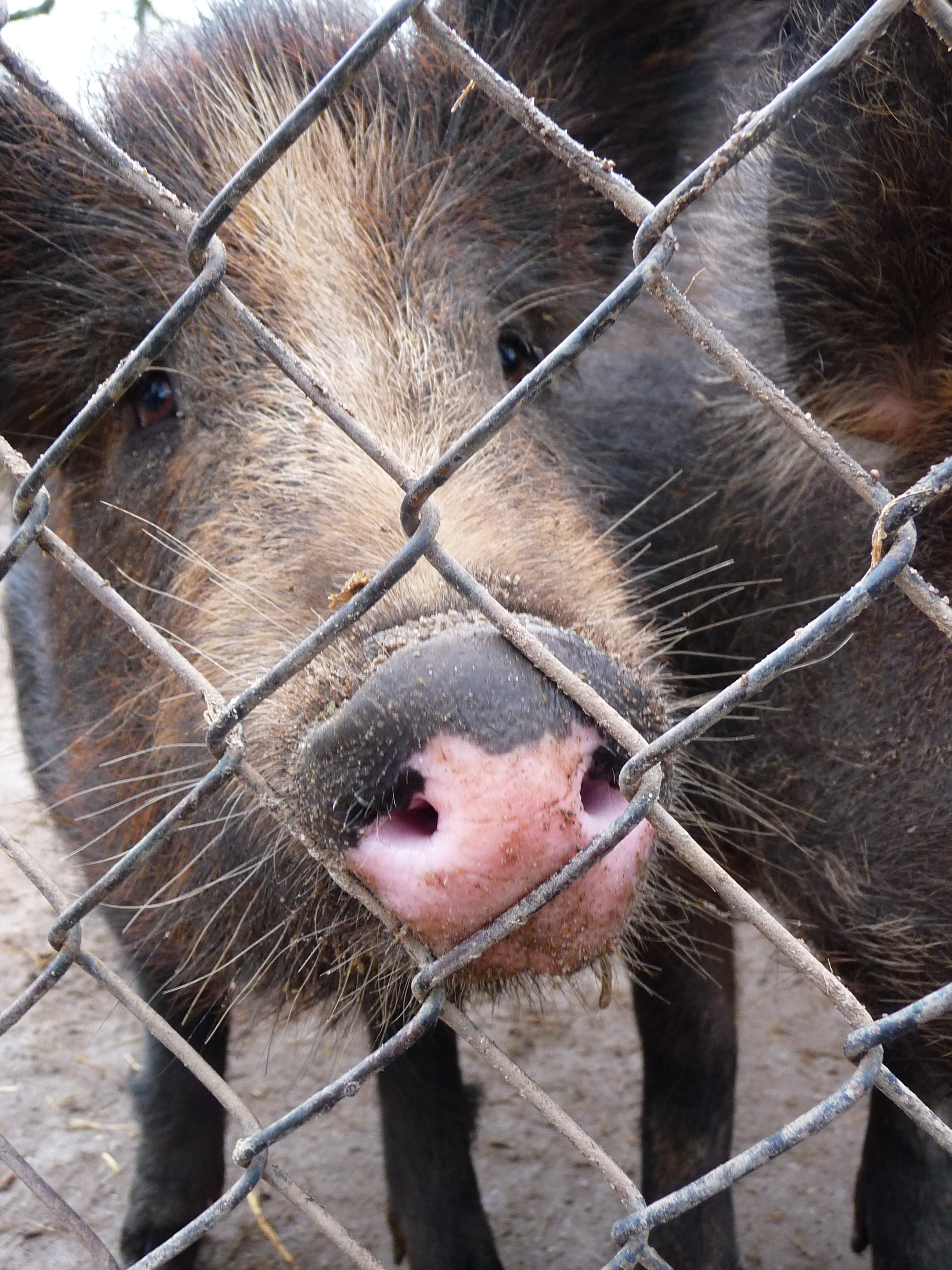
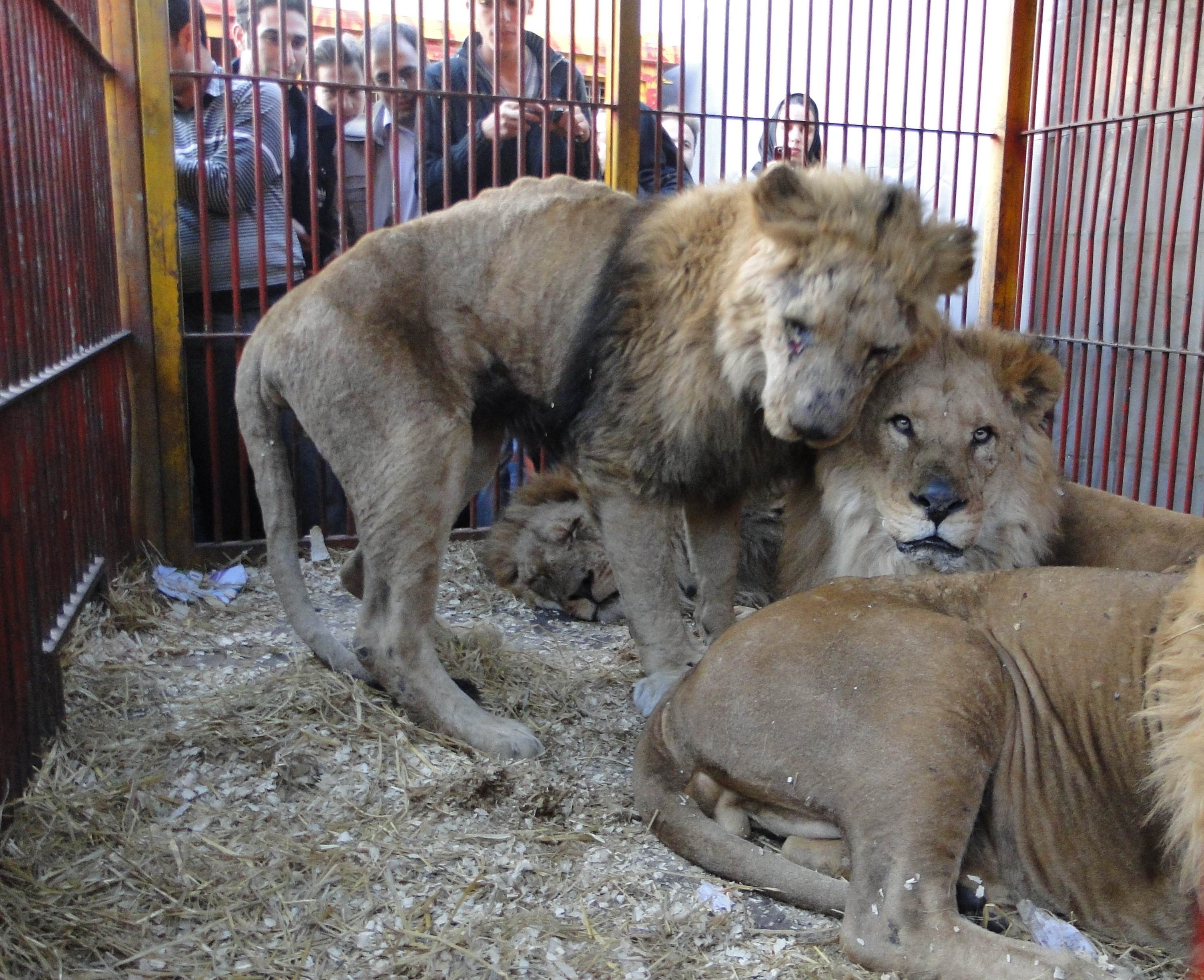
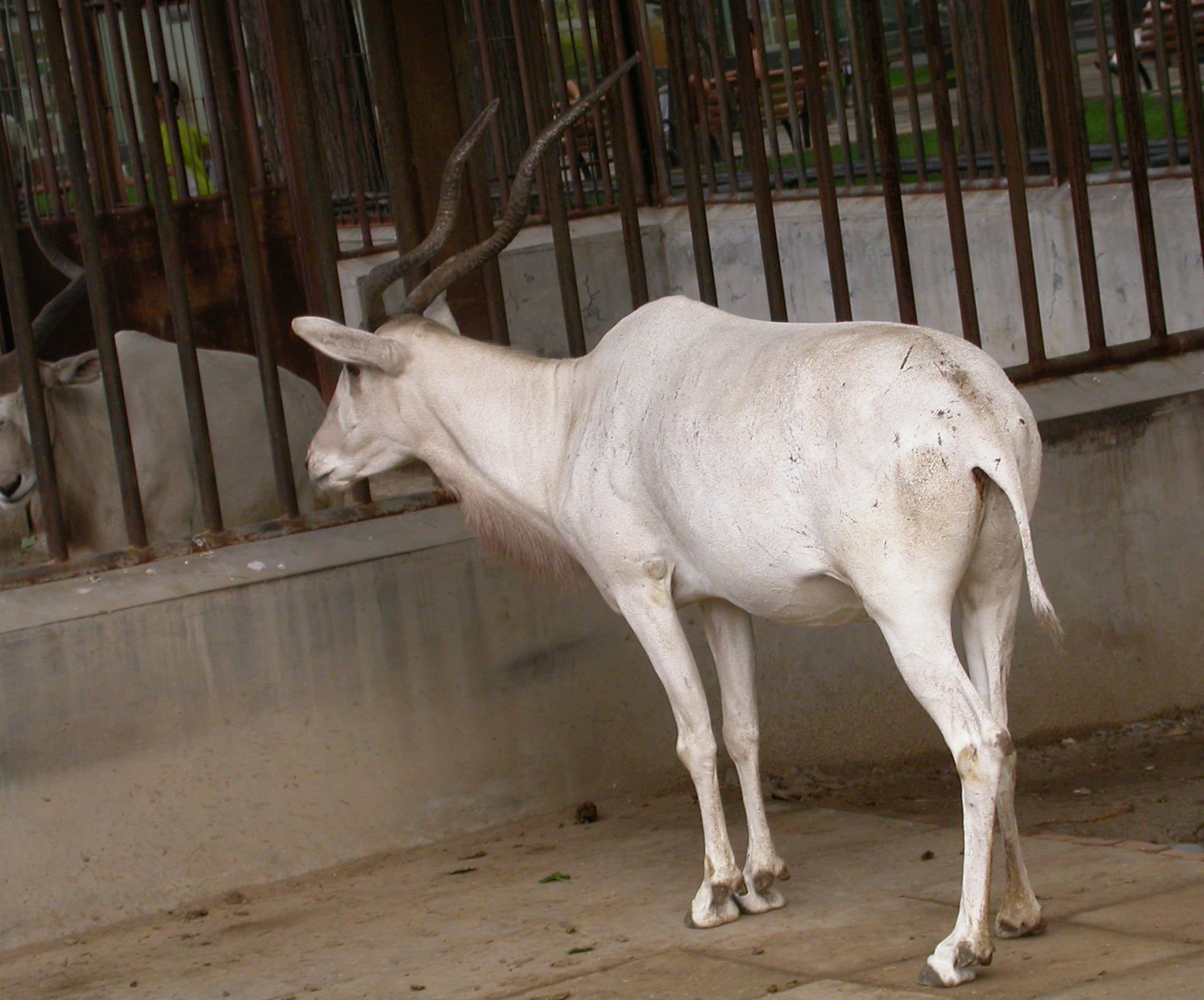
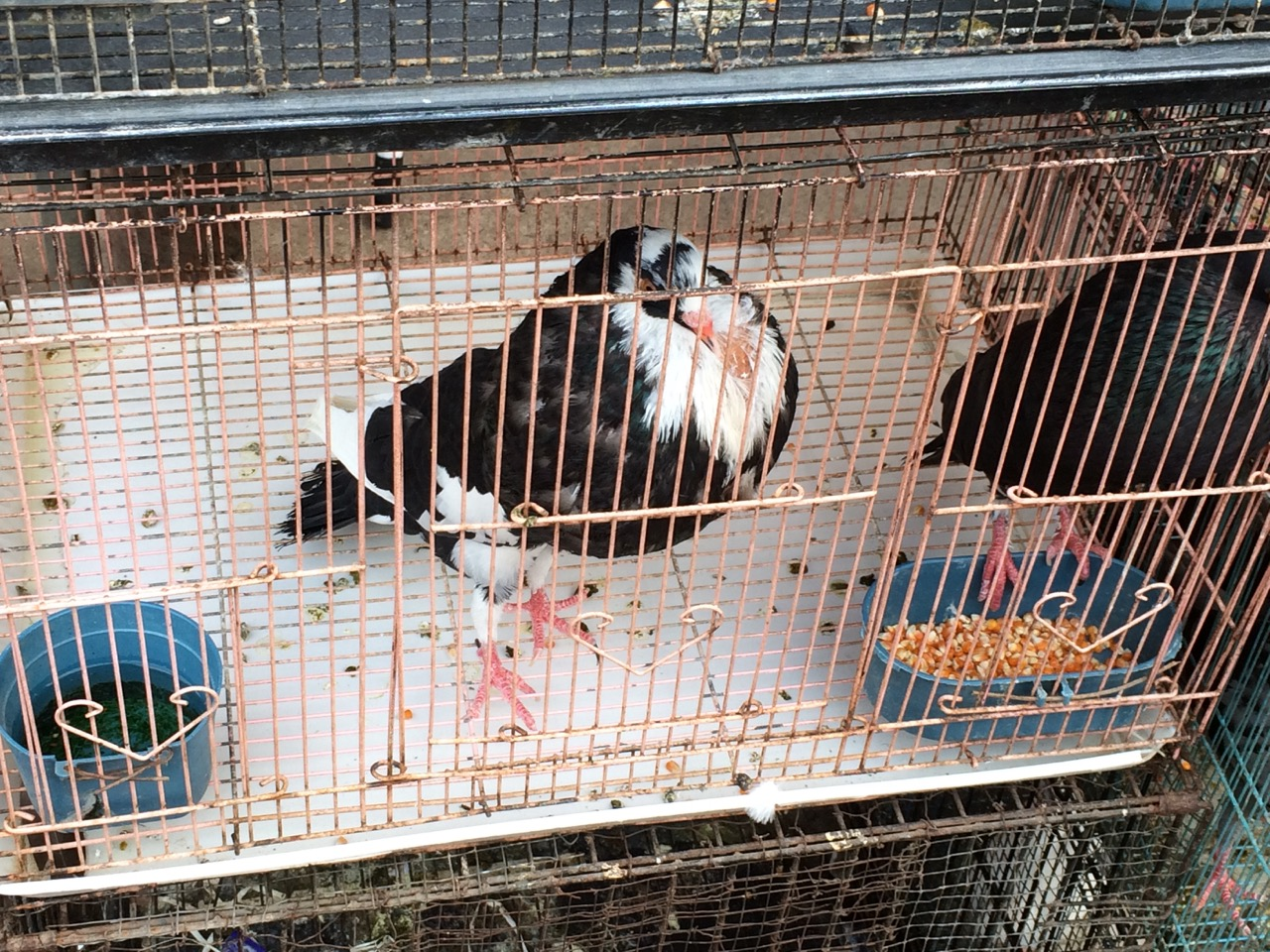
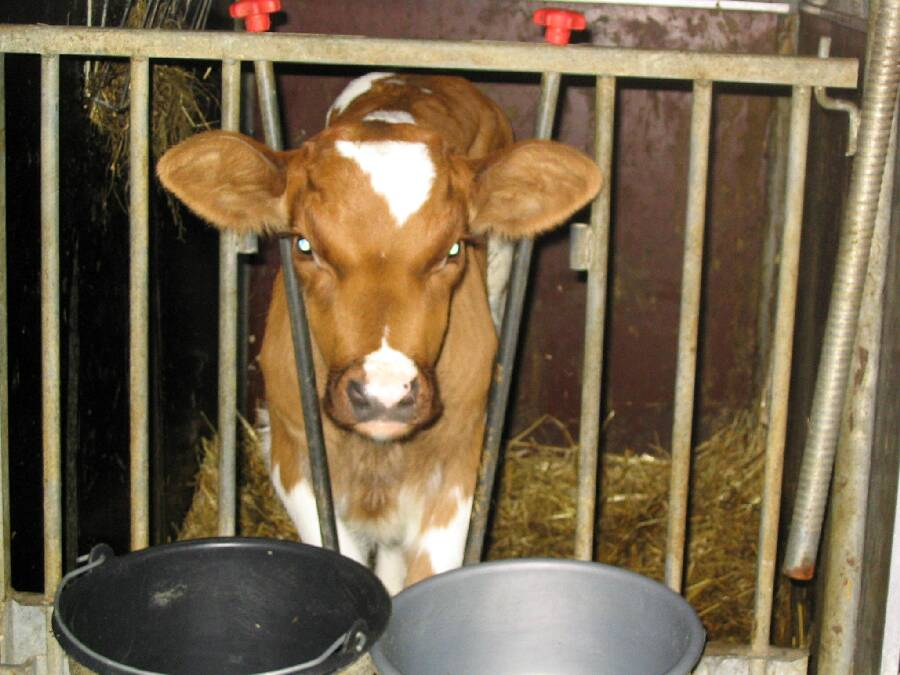
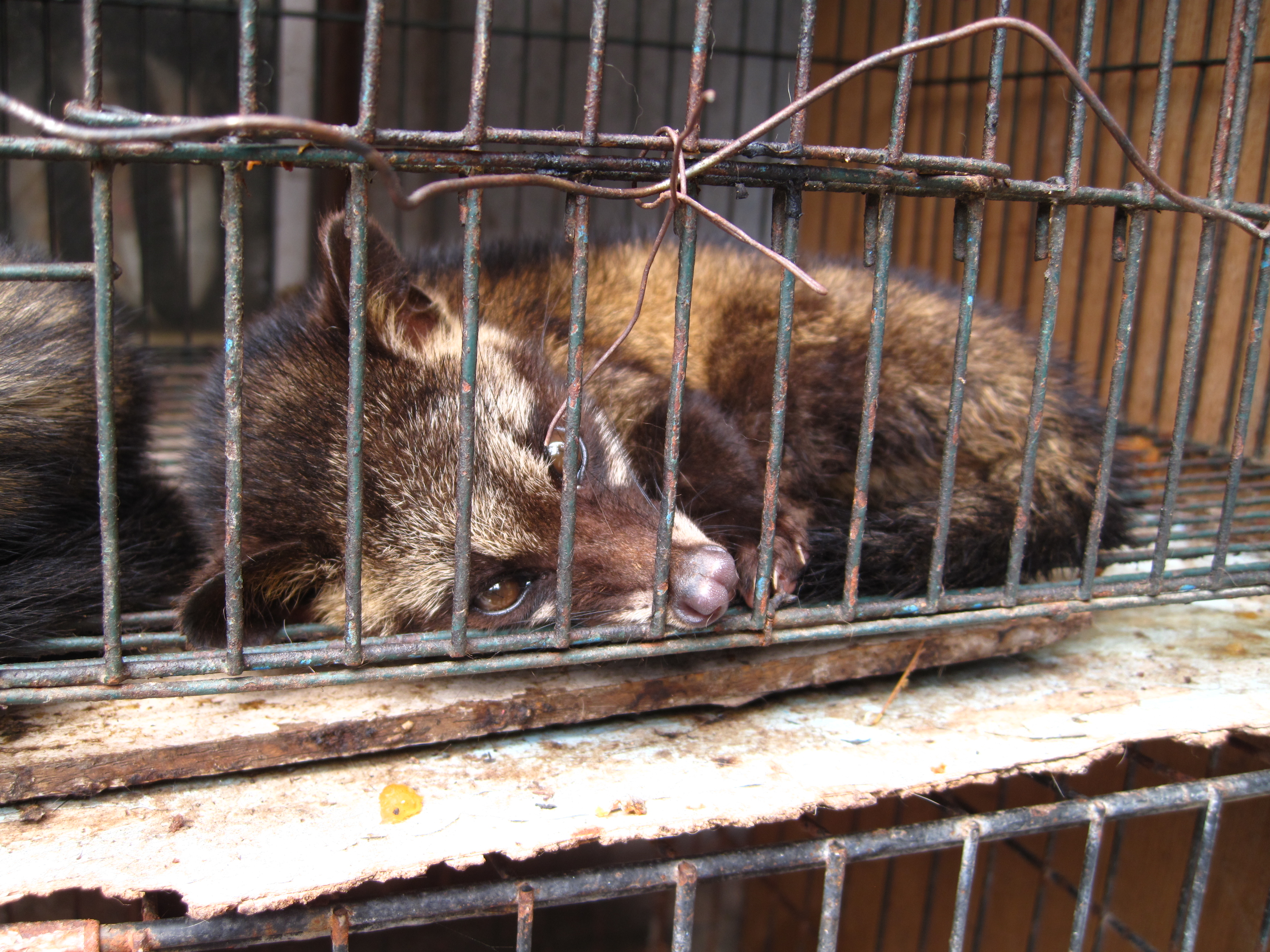
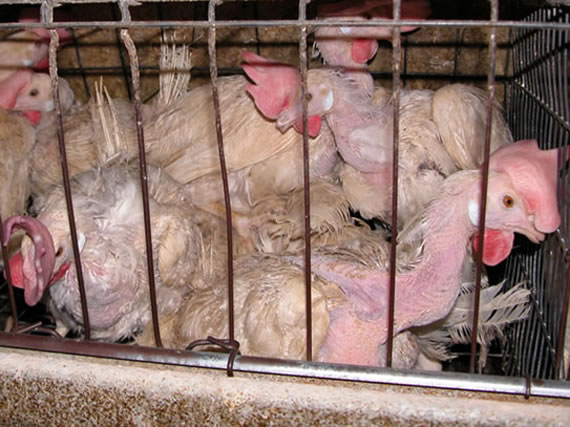
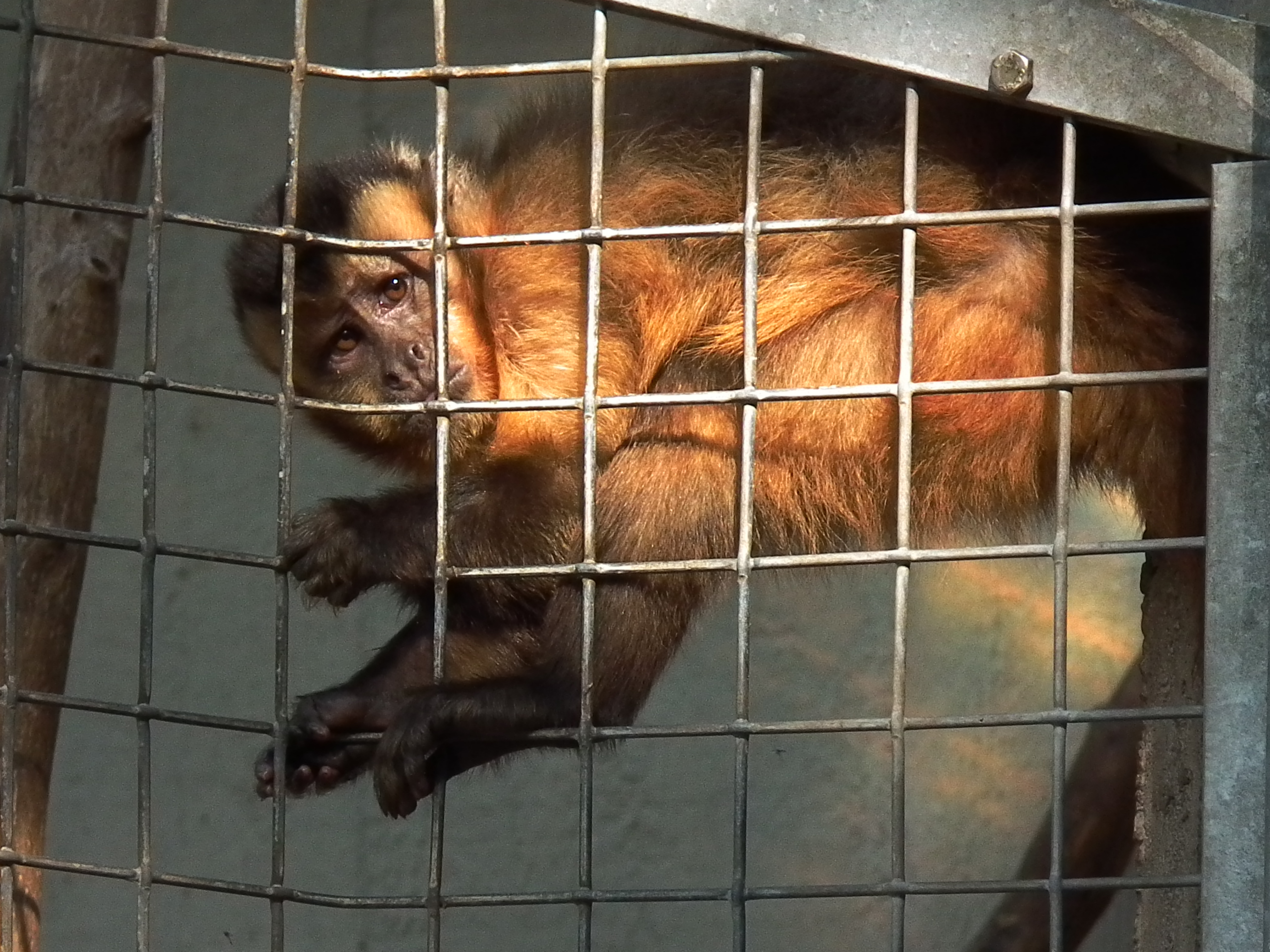
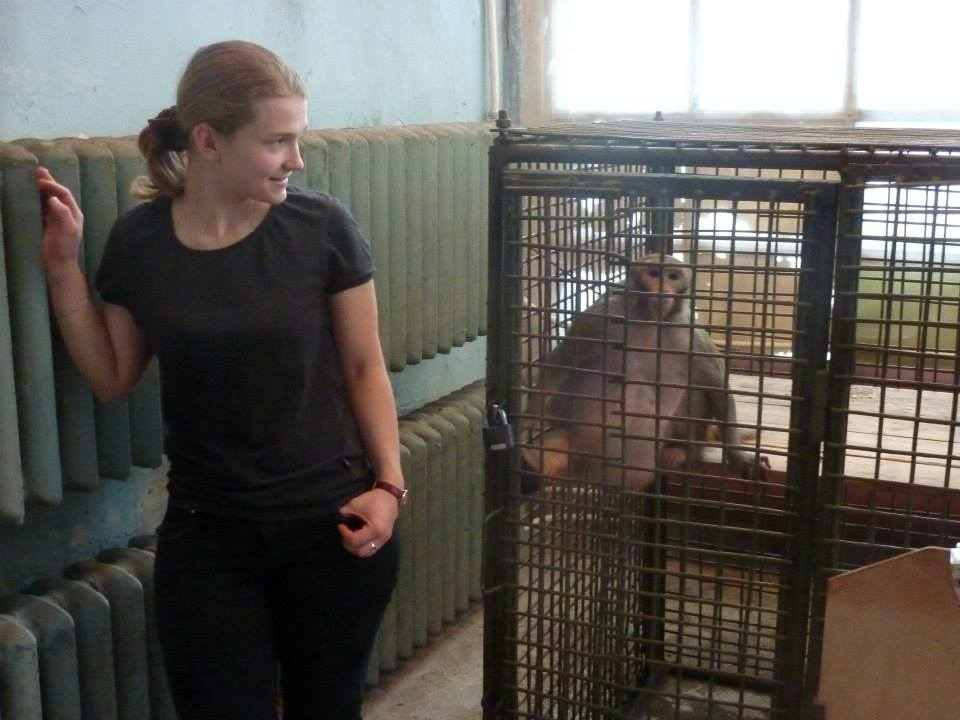
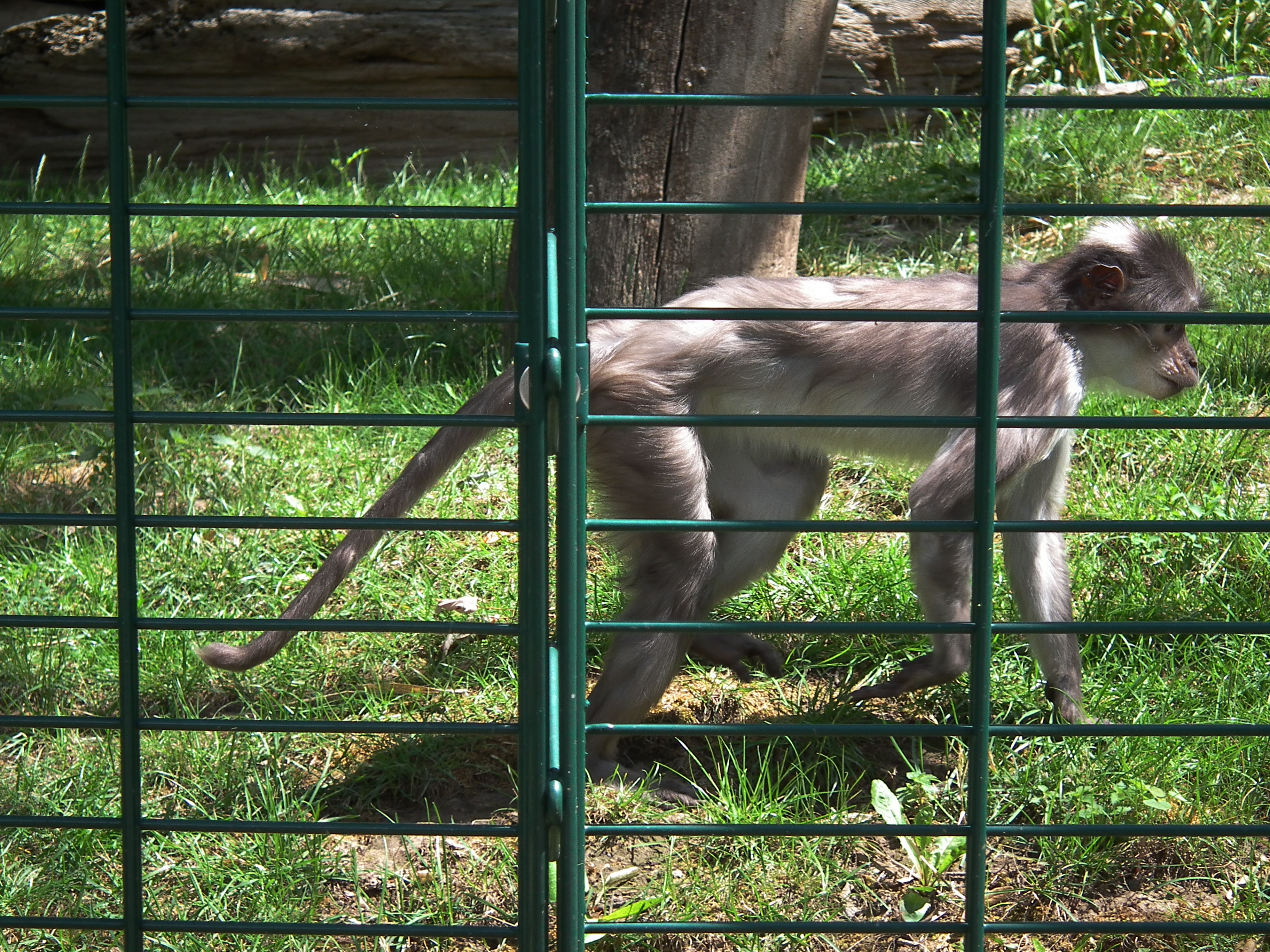

## Tàng trữ
Ở Việt Nam, hành vi tàng trữ động vật hoang dã trái phép có thể bị phạt tù đến 15 năm, cụ thể là hành vi nuôi nhốt, tàng trữ động vật hoang dã, bộ phận cơ thể không thể tách rời sự sống của động vật hoang dã trái phép vì bất kỳ mục đích gì đều có khả năng bị xem xét truy cứu trách nhiệm hình sự. Một số vụ việc đáng chú ý như Phòng Cảnh sát phòng chống tội phạm về môi trường (Công an tỉnh Quảng Bình) đã giải cứu một cá thể voọc bị nuôi nhốt tại một công trường ở địa phương. Cá thể voọc sau đó được chuyển về Trung tâm cứu hộ của Vườn quốc gia Phong Nha - Kẻ Bàng. Cùng ngày, Chi cục Kiểm lâm Thành phố Hồ Chí Minh tịch thu một cá thể khỉ nặng 2 kg bị nuôi nhốt ở một nhà hàng trong thành phố, chuyển giao về Trung tâm cứu hộ động vật hoang dã Củ Chi.
Ngoài ra vụ lực lượng công an Lực lượng công an vừa bắt quả tang hộ gia đình tàng trữ một lượng lớn động vật hoang dã cung cấp cho các nhà hàng, bắt quả tang hộ gia đình tàng trữ một lượng lớn động vật hoang dã cung cấp cho các nhà hàng, phát hiện tại đây đang tàng trữ trái phép nhiều loại động vật hoang dã còn sống và đông lạnh, một số cá thể động vật hoang dã còn sống như rắn hổ mang, rắn lồng, ba ba, chồn hương và gần 50 kg thịt heo rừng, khỉ, chồn đông lạnh. Tỉnh Lâm Đồng từng có quyết định xử phạt vi phạm hành chính một người với số tiền 357,5 triệu đồng do có hành vi cất giữ động vật hoang dã trái phép. Cá nhân này đã cất giữ, nuôi nhốt tám cá thể voọc chà vá chân đen (Pygathrix nigripes) thuộc loài động vật rừng nguy cấp, quý hiếm nhóm IB; tám cá thể khỉ đuôi lợn (Macaca leonina) thuộc loài động vật rừng nguy cấp, quý hiếm nhóm IIB.